# Эванс, Джоан
Джоа́н Э́ванс (англ. Joan Evans; 22 июня 1893, Нэш-Миллс, Хартфордшир — 14 июля 1977, Wotton-under-Edge, Глостершир) — британский историк искусства, занималась французским и английским Средневековьем. Дама-Командор ордена Британской империи.
Дочь археолога и бизнесмена Джона Эванса (1823—1908) и его третьей жены Марии Миллингтон Латбери (1856—1944). Единокровная сестра и биограф знаменитого археолога сэра Артура Эванса, первооткрывателя минойской цивилизации. В 1950 году в издательстве Кембриджского университета вышла её книга Cluniac Art of the Romanesque Period, посвящённая живописи и скульптурам монахов аббатства Клюни в восточной Франции.
Также Джоан Эванс написала историю Лондонского общества антикваров и автобиографию Prelude and Fugue (Museum Press, London, 1964).